# .pk
.pk je internetová národní doména nejvyššího řádu pro Pákistán.